# Fischezeitalter
Das Fischezeitalter ist in der Astrologie der Monat im Weltenjahr, der durch den Durchzug des Frühlingspunktes durch den Himmelssektor der Fische (nicht deckungsgleich mit dem Sternbild Fische und nicht zu verwechseln mit dem Tierkreiszeichen) definiert wird. Das rund 2000 Jahre dauernde Zeitalter der Fische wurde nach einer durch das Musical Hair popularisierten Meinung in der zweiten Hälfte des 20. Jahrhunderts durch das Wassermannzeitalter abgelöst. Es liegen aber unterschiedliche Berechnungen für den Beginn des Wassermannzeitalters vor.

## Zeitraum
Da der Übertritt des Frühlingspunktes in das Sternbild des Wassermanns von willkürlich festgelegten Sternbildgrenzen abhängt, kann der Wechsel der Zeitalter nicht vernünftig definiert werden. So wurden bislang sehr unterschiedliche Zeitpunkte berechnet und – nebst Jahren vom Ende des 18. Jahrhunderts und aus dem 19. Jahrhundert – die Jahre 1950, 1962, aber auch 1997, 2008 und 2146 angegeben. Die letztere Zahl ergibt sich, wenn man das Jahr 1 n. Chr. als Beginn dieses Zeitalters setzt, wie es aus Gründen der Anschaulichkeit meist getan wird. Wenn man die heute geltenden Sternbildgrenzen zu Grunde legt, erfolgt der Übergang sogar erst ca. 2600.

## Interpretationen
Diesen Sternbild-Zeitaltern werden nun in astrologischer Interpretation esoterische Grundeigenschaften zugeordnet, teilweise sogar die Grundeigenschaften der gleichnamigen Tierkreiszeichen.
Als grundlegender Zug im Fischezeitalter gilt ein Hang zur Mystik und zur Trennung von Geist und Materie. Prägend waren die großen Religionsgemeinschaften Christentum, Islam und Buddhismus, die in dieser Zeit entstanden beziehungsweise sich über große Teile der Welt ausbreiteten.
Als Gegenbewegung entstand der moderne Materialismus, der in esoterischen Kreisen als Symptom einer Krise wahrgenommen wird.

## Bibel
Das Christentum soll zufolge dem (umstrittenen) Film Zeitgeist (2007) das Fischezeitalter symbolisieren. Jesus machte den Fischer Simon Petrus zu einem „Menschenfischer“. (Lk 5,10 )
Der Fisch wurde innerhalb der ersten Jahrhunderte zu einem Symbol für das Christentum und ist heute eines seiner wichtigsten.
Das (alt-)griechische Wort ΙΧΘΥΣ (Ichthys = Fisch) stehe für Iesous Christos Theou Yios Soter (Jesus Christus, Gottes Sohn, Retter/Erlöser).

## Esoterik
Vor allem die esoterische Frauenbewegung verbindet mit der Vorstellung des Zeitalterwechsel die Idee einer Ablösung des Patriarchats durch ein Matriarchat.
Da die noch im Fischezeitalter verhaftete „materielle Wissenschaft“ von den Vertretern dieser esoterischen Weltanschauung für die Krise mitverantwortlich gemacht wird, werden deren wissenschaftlich-kritischen Einwände gegen diese astrologisch-esoterische Spekulation auch nicht ernst genommen.
Selbst auf Einwände aus den eigenen Reihen gegen die zugrunde gelegten Astroberechnungen (z. B. durch den New-Age-Physiker Fritjof Capra) wird kaum eingegangen.

## Fischezeitalter in der Literatur
In der Literatur wurde das Fischezeitalter von Ödön von Horváth (Romane Jugend ohne Gott und Ein Kind unserer Zeit), Axel Reitel und Dan Brown (Roman Sakrileg) aufgegriffen.